# Psapharochrus nigricans
Psapharochrus nigricans là một loài bọ cánh cứng trong họ Cerambycidae.